# Liste des produits Canon
Liste non exhaustive des produits manufacturés par la compagnie Canon Inc..

## Projecteurs 8 mm et Super 8 mm
- Canovision 8

## Prise de vue

### 35 mmtélémétriques
- Kwanon (1934)

#### Télémétriques à objectif fixe
- Canonet (1961)
- Canonet S (1964)
- Canonet QL 17 (1965)[1]
- Canonet QL 19 (1965)
- Canonet QL 25 (1965)
- New Canonet QL 17 (1969)
- New Canonet 28 (1971)
- New Canonet QL 19 (1971)
- Canonet QL17 G-III (1972)
- Canonet QL 19 G-III (1972)
- Canon Datematic (1974)
- Canon A35 Datelux (1977)
- Canon A35F (1978)

#### Télémétriques à objectif interchangeable
- Hansa Canon (Standard Model) (1936)
- S (Newest Model) (1939)
- J (Popular Model) (1939)
- NS (New Standard Model) (1939)
- JS (Popular Model with Slow Speeds) (1939)
- J II (1946)
- S I (1946)
- S II (1946)
- Seiki S II
- II B (1949)
- II C (1950)
- II A (1951)
- III (1951)
- III A (1951)
- IV (1951)
- II D (1952)
- II D1 (1952)
- IV S (1952)
- IV Sb (1952)
- II AF (1953)
- II F (1953)
- II S (1954)
- II D2 (1955)
- II F2 (1955)
- II S2 (1955)
- IV Sb2 (1954)
- VT (1956)
- VT Deluxe (1957)
- VT Deluxe-Z
- VT Deluxe-M
- L-1 (1957)
- L-2 (1957)
- L-3 (1957)
- VL (1958)
- VL2 (1958)
- VI L (1958)
- VI T Meter (1958)
- P (1959)
- 7 (1961)
- 7s (1965)
- 7sZ

### 35 mmappareilsreflex

#### Série R
La gamme Canon R est apparue en 1959 et constitue la première série d'appareils reflex produits par Canon. Elle utilise la monture R.
- Canonflex (1959)
- Canonflex R2000 (1960)
- Canonflex RP (1960)
- Canonflex RM (1962)

#### Série F
La série F est apparue en 1964 avec une monture d'objectif modifiée (montures FL et FD) pour permettre la mesure de lumière à travers l'objectif (mesure TTL).
- Canon FX (1964)
- Canon FP (1964)
- Canon Pellix (1965), premier réflex à miroir fixe (semi-transparent)
- Canon FT QL (1966)
- Canon Pellix QL (1966)
- Canon TL (1968)
- Canon F-1 (1971)
- Canon FTb QL (1971)
- Canon FTb (1971)
- Canon FTb N QL (1973)
- Canon EF (1973)
- Canon TLb (1974)
- Canon TX (1975)
- Canon New F-1 (1981)

#### Série A
La série A introduit l'automatisme contrôlé électroniquement, la monture FD est conservée.
- Canon AE-1 (1976)
- Canon AT-1 (1976)
- Canon A-1 (1978)
- Canon AV-1 (1979)
- Canon AE-1 Program (1981)
- Canon AL-1 (1982)

#### Série T
La série T intègre l'avancement motorisé de la pellicule, la monture FD est conservée sauf pour le T80 qui utilise une monture AC.
- Canon T50 (1983)
- Canon T70 (1984)
- Canon T80 (1985)
- Canon T90 (1986)
- Canon T60 (1990)

#### Canon EOS
La gamme Canon EOS lancé en 1987 comprend les appareils photo dont les objectifs sont à mise au point commandée par un système autofocus. Elle utilise la monture EF.

### Caméscopesnumériques
- Canon MVX250i (connu en Amérique du Nord  comme le Canon Elura 70)
- Canon GL-1
- Canon GL-2
- Canon XL-1
- Canon XL-2
- Canon HV20

- Caméscopes Haute Définition
  - Canon HF100
  - Canon HF10 (Caméscope Full HD à mémoire flash)
  - Canon HF11 (Successeur du HF10, doublement de la mémoire flash interne)
  - Canon HG20
  - Canon HG21
  - Canon HG10
  - Canon HR10
  - Canon HV30
  - Canon DW-100
  - Canon XH A1
  - Canon XH G1
  - Canon XL H1
  - Canon XL H1A
  - Canon XL H1S
  - Canon XF305
- Système EOS Cinéma
  - Canon EOS C100
  - Canon EOS C300
  - Canon EOS C300PL
  - Canon EOS C500
  - Canon EOS C500PL

### Appareils photographiques compacts

#### Série PowerShot G
- Canon PowerShot G1 (2000)
- Canon PowerShot G2 (2001)
- Canon PowerShot G3 (2002)
- Canon PowerShot G5 (2003)
- Canon PowerShot G6 (2004)
- Canon PowerShot G7 (2006)
- Canon PowerShot G9 (2007)
- Canon PowerShot G10 (2008)
- Canon PowerShot G11 (2009)
- Canon PowerShot G12 (2010)
- Canon PowerShot G15 (2012)
- Canon PowerShot G16 (2013)
- Canon PowerShot G1 X (2012)

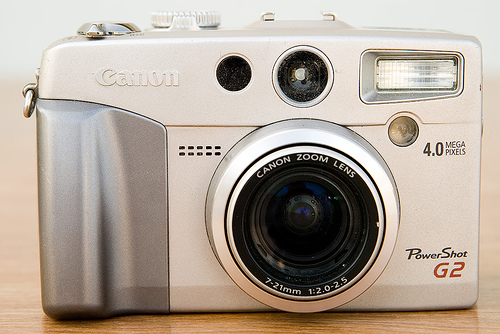
Canon PowerShot G2

- Canon PowerShot G1 X Mark II (2014)
- Canon PowerShot G1 X Mark III (2017)
- Canon PowerShot G3 X (2015)
- Canon PowerShot G5 X (2015)
- Canon PowerShot G5 X Mark II (2019)
- Canon PowerShot G7 X (2014)
- Canon PowerShot G7 X Mark II (2016)
- Canon PowerShot G7 X Mark III (2019)
- Canon PowerShot G9 X (2015)
- Canon PowerShot G9 X Mark II (2017)

#### Série PowerShot S

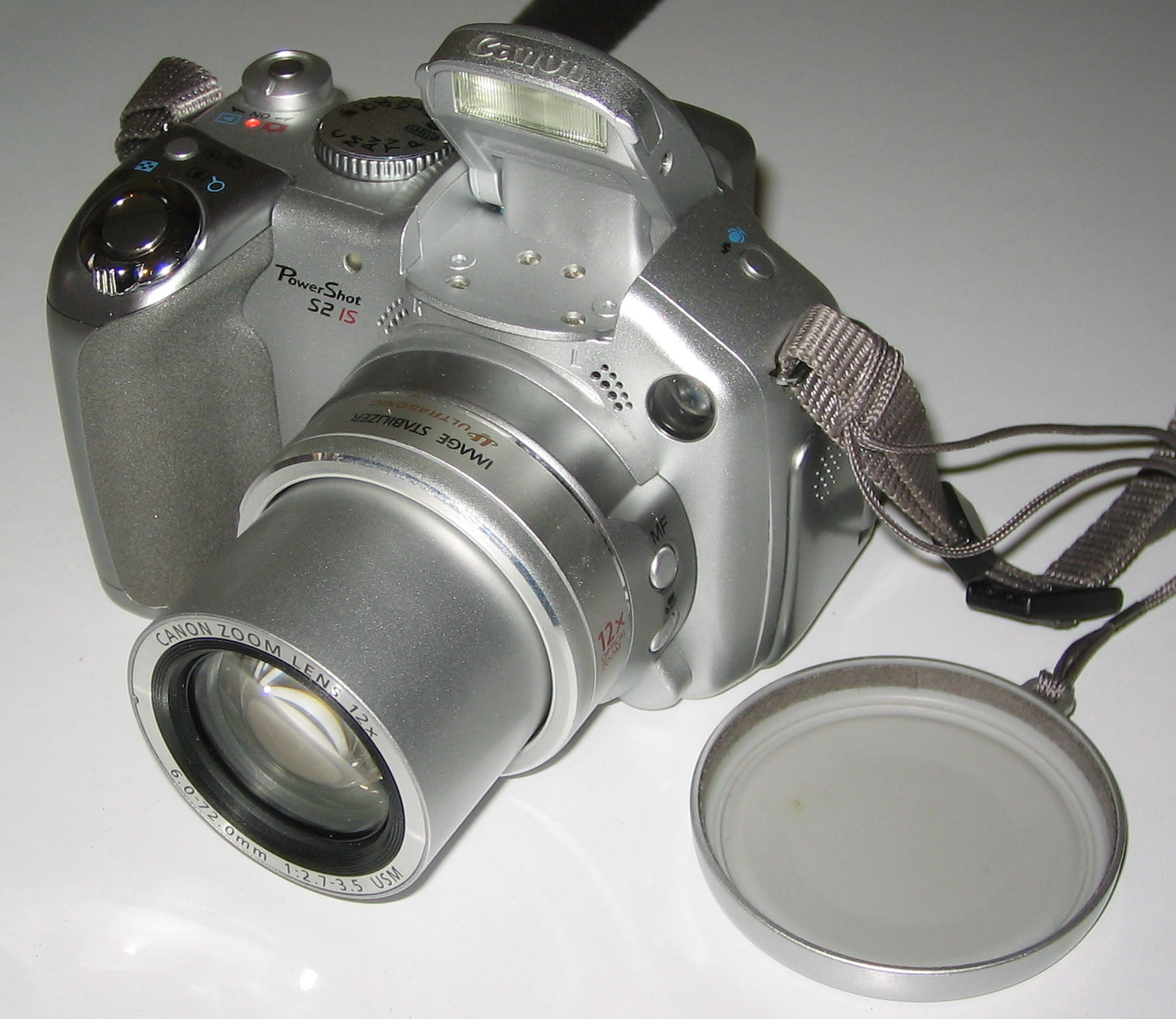
Canon PowerShot S2 IS

- Canon PowerShot S1 IS (2004)
- Canon PowerShot S2 IS (2005)
- Canon PowerShot S3 IS (2006)
- Canon PowerShot S5 IS (2007)
- Canon PowerShot S10 (1999)
- Canon PowerShot S20 (2000)
- Canon PowerShot S30 (2001)
- Canon PowerShot S40 (2001)
- Canon PowerShot S45 (2002)
- Canon PowerShot S50 (2003)
- Canon PowerShot S60 (2004)
- Canon PowerShot S70 (2004)
- Canon PowerShot S80 (2005)
- Canon PowerShot S90 (2009)
- Canon PowerShot S95 (2010)
- Canon PowerShot S100 (2011)
- Canon PowerShot S110 (2012)
- Canon PowerShot S120 (2013)
- Canon PowerShot S200 (2013)

#### Série PowerShot SX

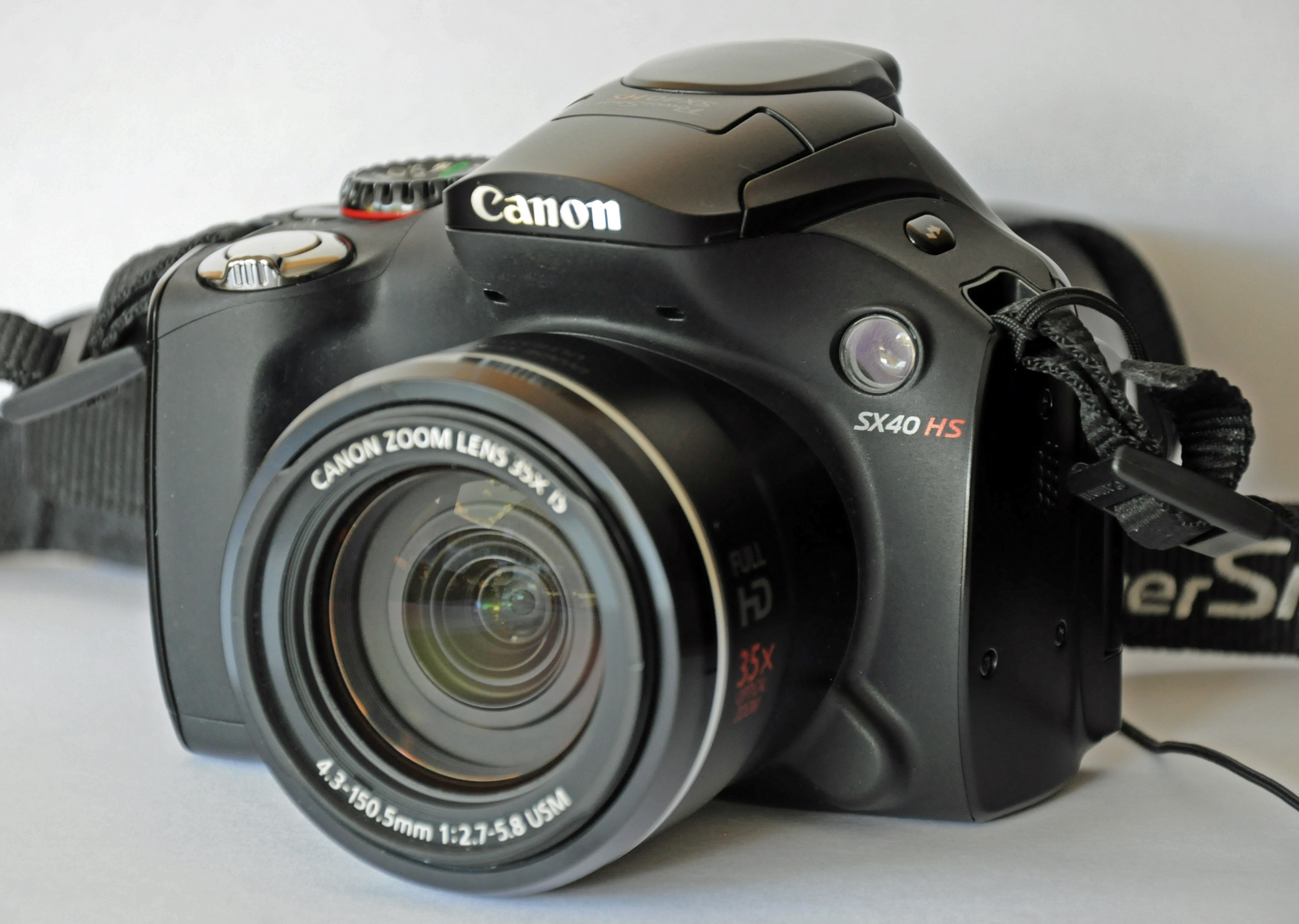
Canon PowerShot SX40 HS

Série de Superzoom compacts. Les suffixes IS et HS signifient respectivement image stabilization (stabilisation d'image) et high sensitivity (haute sensibilité, passage des capteurs CCD aux capteurs CMOS).
- Canon PowerShot SX10 IS (2008)
- Canon PowerShot SX20 IS (2009)
- Canon PowerShot SX30 IS (2010)
- Canon PowerShot SX40 HS (2011)
- Canon PowerShot SX50 HS (2012)
- Canon PowerShot SX60 HS (2014)
- Canon PowerShot SX70 HS (2018)
- Canon PowerShot SX100 IS (2007)
- Canon PowerShot SX110 IS (2008)
- Canon PowerShot SX120 IS (2010)
- Canon PowerShot SX130 IS (2010)
- Canon PowerShot SX150 IS (2011)
- Canon PowerShot SX170 IS (2013)
- Canon PowerShot SX200 IS (2009)
- Canon PowerShot SX210 IS (2010)
- Canon PowerShot SX230 HS (2011)
- Canon PowerShot SX240 HS (2012)
- Canon PowerShot SX260 HS (2012)
- Canon PowerShot SX280 HS (2013)
- Canon PowerShot SX400 IS (2014)
- Canon PowerShot SX410 IS (2015)
- Canon PowerShot SX420 IS (2016)
- Canon PowerShot SX430 IS (2017)
- Canon PowerShot SX500 IS (2012)
- Canon PowerShot SX510 HS (2013)
- Canon PowerShot SX520 HS (2014)
- Canon PowerShot SX530 HS (2015)
- Canon PowerShot SX600 HS (2014)
- Canon PowerShot SX610 HS (2015)
- Canon PowerShot SX620 HS (2016)
- Canon PowerShot SX700 HS (2014)
- Canon PowerShot SX710 HS (2015)
- Canon PowerShot SX720 HS (2016)
- Canon PowerShot SX730 HS (2017)
- Canon PowerShot SX740 HS (2018)

#### Série PowerShot A

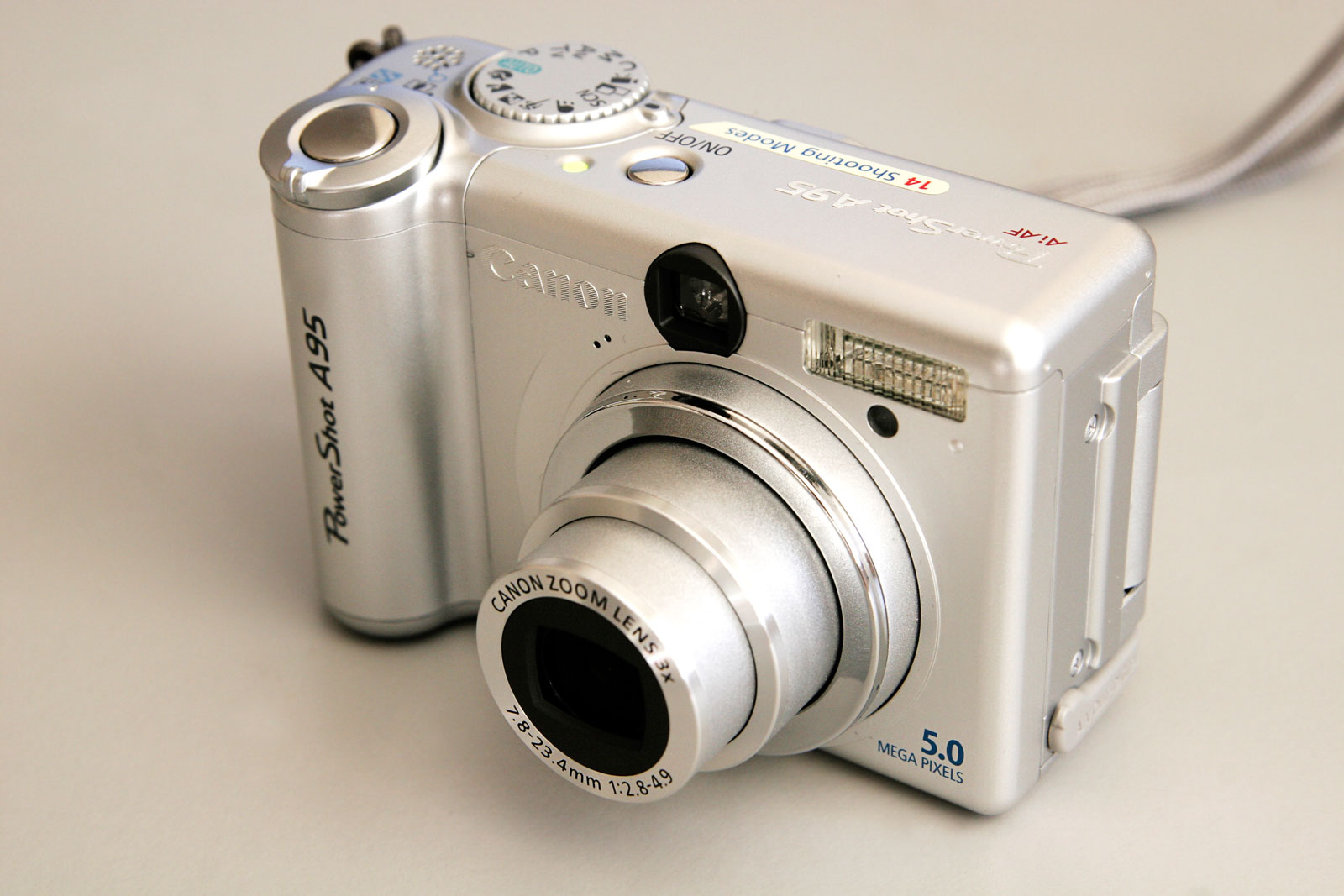
Le modèle PowerShot A95

- Canon PowerShot A5 (1998)
- Canon PowerShot A5 Zoom (1998)
- Canon PowerShot A50 (1999)
- Canon PowerShot A10 (2001)
- Canon PowerShot A20 (2001)
- Canon PowerShot A30 (2002)
- Canon PowerShot A40 (2002)
- Canon PowerShot A100 (2002)
- Canon PowerShot A200 (2002)
- Canon PowerShot A60 (2003)
- Canon PowerShot A70 (2003)
- Canon PowerShot A80 (2003)
- Canon PowerShot A300 (2003)
- Canon PowerShot A75 (2004)
- Canon PowerShot A85 (2004)
- Canon PowerShot A95 (2004)
- Canon PowerShot A310 (2004)
- Canon PowerShot A400 (2004)
- Canon PowerShot A410 (2005)
- Canon PowerShot A510 (2005)
- Canon PowerShot A520 (2005)
- Canon PowerShot A610 (2005)
- Canon PowerShot A620 (2005)
- Canon PowerShot A420 (2006)
- Canon PowerShot A430 (2006)
- Canon PowerShot A530 (2006)
- Canon PowerShot A540 (2006)
- Canon PowerShot A630 (2006)
- Canon PowerShot A640 (2006)
- Canon PowerShot A700 (2006)
- Canon PowerShot A710 IS (2006)
- Canon PowerShot A460 (2007)
- Canon PowerShot A550 (2007)
- Canon PowerShot A560 (2007)
- Canon PowerShot A570 IS (2007)
- Canon PowerShot A650 IS (2007)
- Canon PowerShot A720 IS (2007)
- Canon PowerShot A470 (2008)
- Canon PowerShot A580 (2008)
- Canon PowerShot A590 IS (2008)
- Canon PowerShot A1000 IS (2008)
- Canon PowerShot A2000 IS (2008)
- Canon PowerShot A1100 IS (2009)
- Canon PowerShot A480 (2009)
- Canon PowerShot A2100 IS (2009)
- Canon PowerShot A3000 IS (2010)
- Canon PowerShot A3100 IS (2010)
- Canon PowerShot A490 (2010)
- Canon PowerShot A495 (2010)
- Canon PowerShot A3200 IS (2011)
- Canon PowerShot A1200 (2011)
- Canon PowerShot A2200 (2011)
- Canon PowerShot A3300 IS (2011)
- Canon PowerShot A4000 IS (2012)
- Canon PowerShot A3400 IS (2012)
- Canon PowerShot A2300 (2012)
- Canon PowerShot A2400 IS (2012)
- Canon PowerShot A810 (2012)
- Canon PowerShot A1300 (2012)
- Canon PowerShot A2600 (2013)
- Canon PowerShot A1400 (2013)
- Canon PowerShot A3500 IS (2013)

#### Série PowerShot Pro
- Canon PowerShot Pro70 (1998)
- Canon PowerShot Pro90 IS (2001)
- Canon PowerShot Pro1 (2004)

#### Canon Digital IXUS
Ces appareils sont tout d'abord appelés Digital IXUS en Europe, Digital ELPH en Amérique du Nord et IXY Digital au Japon. Le terme Digital est supprimé en Europe et au Japon à partir de 2010, puis en Amérique du Nord à partir de 2011. Par ailleurs le préfixe SD (qui indiquait l'usage d'une carte mémoire SD) est supprimé au même moment de la désignation US. Les suffixes IS et HS signifient respectivement image stabilization (stabilisation d'image) et high sensitivity (haute sensibilité, passage des capteurs CCD aux capteurs CMOS). Le tableau ci-dessous fournit les désignations des appareils en Amérique du Nord et en Europe.
- S100 / Digital IXUS (2000)
- S110 / Digital IXUS v (2001)
- S200 / Digital IXUS v2 (2002)
- S230 / Digital IXUS v3 (2002)
- S300 / Digital IXUS 300 (2001)
- S330 / Digital IXUS 330 (2002)
- S400 / Digital IXUS 400 (2003)
- S410 / Digital IXUS 430 (2004)
- S500 / Digital IXUS 500 (2004)
- SD10 / Digital IXUS i (2003)
- SD20 / Digital IXUS i5 (2004)
- SD30 / Digital IXUS i Zoom (2005)
- SD40 / Digital IXUS i7 (2006)
- SD100 / Digital IXUS II (2003)
- SD110 / Digital IXUS IIs (2004)
- SD200 / Digital IXUS 30 (2004)
- SD300 / Digital IXUS 40 (2004)
- SD400 / Digital IXUS 50 (2005)
- SD430 / Digital IXUS Wireless (2005)
- SD450 / Digital IXUS 55 (2005)
- SD500 / Digital IXUS 700 (2005)
- SD550 / Digital IXUS 750 (2005)
- SD600 / Digital IXUS 60 (2006)
- SD630 / Digital IXUS 65 (2006)
- SD700 IS / Digital IXUS 800 IS (2006)
- SD770 IS / Digital IXUS 85 IS (2008)
- SD780 IS / Digital IXUS 100 IS (2009)
- SD790 IS / Digital IXUS 90 IS (2008)
- SD800 IS / Digital IXUS 850 IS (2006)
- SD850 IS / Digital IXUS 950 IS (2007)
- SD870 IS / Digital IXUS 860 IS (2007)
- SD890 IS / Digital IXUS 970 IS (2008)
- SD900 / Digital IXUS 900Ti (2006)
- SD940 IS / Digital IXUS 120 IS (2009)
- SD950 IS / Digital IXUS 960 IS (2007)
- SD970 IS / Digital IXUS 990 IS (2007)
- SD980 IS / Digital IXUS 200 IS (2009)
- SD990 IS / Digital IXUS 980 IS (2009)
- SD1000 / Digital IXUS 70 (2007)
- SD1100 IS / Digital IXUS 80 IS (2008)
- SD1200 IS / Digital IXUS 95 IS (2009)
- SD1300 IS / IXUS 105 (2010)
- SD1400 IS / IXUS 130 (2010)
- SD3500 IS / IXUS 210 (2010)
- SD4000 IS / IXUS 300 HS (2010)
- SD4500 IS / IXUS 1000 HS (2010)
- ELPH 100 HS / IXUS 115 HS (2011)
- ELPH 110 HS / IXUS 125 HS (2012)
- ELPH 115 IS / IXUS 132 (2013)
- ELPH 120 IS / IXUS 135 (2013)
- ELPH 130 IS / IXUS 140 (2013)
- ELPH 135 / IXUS 145 (2014)
- ELPH 140 IS / IXUS 150 (2014)
- ELPH 150 IS / IXUS 155 (2014)
- ELPH 160 / IXUS 160 (2015)
- Non commercialisé / IXUS 165 (2015)
- ELPH 170 IS / IXUS 170 (2015)
- ELPH 180 / IXUS 175 (2016)
- ELPH 185 / IXUS 185 (2017)
- ELPH 190 IS / IXUS 180 (2016)
- ELPH 200 IS / IXUS 190 (2017)
- ELPH 300 HS / IXUS 220 HS (2011)
- ELPH 310 HS / IXUS 230 HS (2011)
- ELPH 320 HS / IXUS 240 HS (2012)
- Non commercialisé / IXUS 245 HS (2012)
- ELPH 330 HS / IXUS 255 HS (2013)
- ELPH 340 HS / IXUS 265 HS (2014)
- ELPH 350 HS / IXUS 275 HS (2015)
- ELPH 360 HS / IXUS 285 HS (2016)
- ELPH 500 HS / IXUS 310 HS (2011)
- ELPH 510 HS / IXUS 1100 HS (2011)
- ELPH 520 HS / IXUS 500 HS (2012)
- ELPH 530 HS / IXUS 510 HS (2012)

### Objectifs photographiques

#### Ligne EF
Les objectifs de la ligne EF peuvent également être montés sur les appareils à capteur APS-C (monture EF-S).

#### Ligne EF-S
Les objectifs de la ligne EF-S ne peuvent être montés que sur les appareils à capteur APS-C, à partir du modèle EOS-300D.

### Flashs

#### Ligne E
- Speedlite 200E

#### Ligne EG
- Speedlite 480EG

#### Ligne EZ
- Speedlite 540EZ
- Speedlite 430EZ
- Speedlite 300EZ

#### Ligne EX
- Speedlite 90EX
- Speedlite 220EX
- Speedlite 270EX
- Speedlite 270EX II
- Speedlite 320EX
- Speedlite 380EX
- Speedlite 420EX
- Speedlite 430EX
- Speedlite 430EX II
- Speedlite 540EX
- Speedlite 550EX
- Speedlite 580EX
- Speedlite 580EX II
- Speedlite 600EX
- Speedlite 600EX-RT
- Macro Ring Lite MR-14EX
- Macro Ring Lite MR-14EX II
- Macro Twin Lite MT-24EX

#### Télécommande de flash EX
- Speedlite Transmitter ST-E2
- Speedlite Transmitter ST-E3-RT

## Dictionnaires électroniques
La gamme de dictionnaires électroniques Canon Wordtank est conçue au Japon; le modèle G70 donne la traduction de plus de 400.000 mots dans 20 dictionnaires
- Wordtank V30
- Wordtank V70
- Wordtank V80
- Wordtank V90 252.000 entrées
- Wordtank G50 (Anglais/Japonais)
- Wordtank G70 380.000 entrées (Anglais/Japonais)
- Wordtank G90 (Anglais/Chinois/Japonais)
- Wordtank C30
- IDF-4600
- IDF-2200E
- IDF-3000
- IDF-2100
- IDF-1000
- IDC-300

## Calculatrices

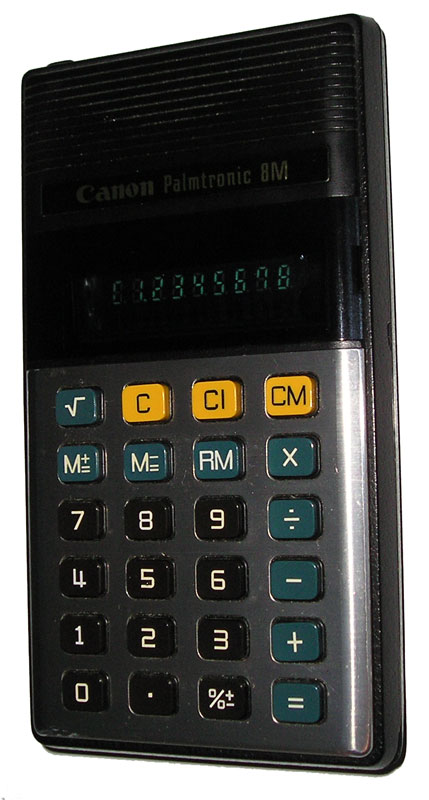
Canon Palmtronic 8M

- Palmtronic

## Ordinateurs personnels
- Canon X-07

## Périphériques numériques copieurs multifonctions
Les Canon iR C ont pour caractéristiques la technologie Auto Colour Sensing, la facilité d'utilisation, la sécurité des données, et la modularité avec diverses options de finition sont présentées. Les spécifications techniques incluent la résolution d'impression, la vitesse, les options de papier, et d'autres détails.
- Canon iR C3200

## Imprimantes à jet d'encre
- Canon BJC-50
- Canon BJC-55
- Canon BJC-70
- Canon BJC-80
- Canon BJC-85
- Canon BJC-150
- Canon BJC-210
- Canon BJC-210sp
- Canon BJC-220
- Canon BJC-230
- Canon BJC-240
- Canon BJC-240L
- Canon BJC-250
- Canon BJC-251
- Canon BJC-255
- Canon BJC-255sp
- Canon BJC-265
- Canon BJC-300
- Canon BJC-330
- Canon BJC-400
- Canon BJC-410
- Canon BJC-420
- Canon BJC-455
- Canon BJC-600
- Canon BJC-610
- Canon BJC-620
- Canon BJC-1000
- Canon BJC-1010
- Canon BJC-2000
- Canon BJC-2010
- Canon BJC-2015
- Canon BJC-2100
- Canon BJC-2110
- Canon BJC-2120
- Canon BJC-2125
- Canon BJC-3000
- Canon BJC-3200
- Canon BJC-3205
- Canon BJC-3205sp
- Canon BJC-4000
- Canon BJC-4100
- Canon BJC-4200sp
- Canon BJC-4300
- Canon BJC-4304
- Canon BJC-4310sp
- Canon BJC-4400
- Canon BJC-4530
- Canon BJC-4550
- Canon BJC-4650
- Canon BJC-5000
- Canon BJC-5100
- Canon BJC-6000
- Canon BJC-6100
- Canon BJC-6200
- Canon BJC-6500
- Canon BJC-8200 Photo
- Canon i60
- Canon i70
- Canon i80
- Canon i250
- Canon i320
- Canon i350
- Canon i450
- Canon i455
- Canon i455X
- Canon i470D
- Canon i475D
- Canon i550
- Canon i560
- Canon i850
- Canon i860
- Canon i865
- Canon i900D
- Canon i905D
- Canon i950
- Canon i960
- Canon i965
- Canon i990
- Canon i5500 Series
- Canon i6500
- Canon i9100
- Canon i9950
- Canon Pixma IP90
- Canon Pixma IP90V
- Canon Pixma IP95
- Canon Pixma IP96
- Canon Pixma IP100
- Canon Pixma IP100 Portable
- Canon Pixma IP100V
- Canon Pixma IP360
- Canon Pixma IP1000
- Canon Pixma IP1020
- Canon PIXMA IP1200
- Canon Pixma IP1300
- Canon PIXMA IP1500
- Canon Pixma IP1700
- Canon Pixma IP1800
- Canon Pixma IP1900
- Canon Pixma IP2000
- Canon Pixma IP2200
- Canon Pixma IP2500
- Canon Pixma IP2600
- Canon Pixma IP2750
- Canon Pixma IP3000
- Canon Pixma IP3100
- Canon Pixma IP3300
- Canon Pixma IP3500
- Canon Pixma IP3600
- Canon Pixma IP4000
- Canon Pixma IP4000p
- Canon Pixma IP4000r
- Canon Pixma IP4200
- Canon Pixma IP4200x
- Canon Pixma IP4300
- Canon Pixma IP4500
- Canon Pixma IP4500x
- Canon Pixma IP4600
- Canon Pixma IP4600x
- Canon Pixma IP4700
- Canon Pixma IP4850
- Canon Pixma IP4950
- Canon Pixma IP5000
- Canon Pixma IP5200
- Canon Pixma IP5300
- Canon Pixma IP5200r
- Canon Pixma IP6000d
- Canon pixma IP6100d
- Canon Pixma IP6210d
- Canon Pixma IP6310d
- Canon Pixma IP6600
- Canon Pixma IP6700D
- Canon Pixma IP7250
- Canon Pixma IP8500
- Canon Pixma iX 2200
- Canon Pixma iX 4000
- Canon Pixma iX 5000
- Canon Pixma iX 6550
- Canon Pixma iX7000
- Canon Pixma mini 220
- Canon Pixma mini 260
- Canon Pixma mini 320
- Canon Pixma mini 320
- Canon Pixma Pro 1
- Canon Pixma Pro 10
- Canon Pixma Pro 100
- Canon Pixma Pro 9000
- Canon Pixma Pro 9000 mark II
- Canon Pixma Pro 9500
- Canon Pixma Pro 9500 mark II
- Canon S-100
- Canon S-200
- Canon S-200x
- Canon S-250
- Canon S-250 Photo
- Canon S-300
- Canon S-300 Photo
- Canon S-330 Photo
- Canon S-400
- Canon S-450
- Canon S-500
- Canon S-520
- Canon S-530d
- Canon S-600
- Canon S-750
- Canon S-800 series
- Canon S-820 photo
- Canon S-820d
- Canon S-830d
- Canon S-900
- Canon S-6300
- Canon S-9000

## Imprimantes à jet d'encre - Multifonction
- Canon PIXMA MP180
- Canon PIXMA MP190
- Canon PIXMA MP210
- Canon PIXMA MP220
- Canon PIXMA MP230
- Canon PIXMA MP240
- Canon PIXMA MP250
- Canon PIXMA MP260
- Canon PIXMA MP270
- Canon PIXMA MP272
- Canon PIXMA MP280
- Canon PIXMA MP282
- Canon PIXMA MP410
- Canon PIXMA MP430
- Canon PIXMA MP450
- Canon PIXMA MP450X
- Canon PIXMA MP460
- Canon PIXMA MP470
- Canon PIXMA MP480
- Canon PIXMA MP490
- Canon PIXMA MP492
- Canon PIXMA MP495
- Canon PIXMA MP500
- Canon PIXMA MP510
- Canon PIXMA MP520
- Canon PIXMA MP530
- Canon PIXMA MP540
- Canon PIXMA MP550
- Canon PIXMA MP560
- Canon PIXMA MP600
- Canon PIXMA MP600R
- Canon PIXMA MP610
- Canon PIXMA MP620
- Canon PIXMA MP620B
- Canon PIXMA MP630
- Canon PIXMA MP640
- Canon PIXMA MP750
- Canon PIXMA MP760
- Canon PIXMA MP780
- Canon PIXMA MP800
- Canon PIXMA MP800R
- Canon PIXMA MP810
- Canon PIXMA MP830
- Canon PIXMA MP950
- Canon PIXMA MP970
- Canon PIXMA MP980
- Canon PIXMA MP990
- Canon PIXMA MG2150
- Canon PIXMA MG2250
- Canon PIXMA MG3150
- Canon PIXMA MG3250
- Canon PIXMA MG4150
- Canon PIXMA MG4250
- Canon PIXMA MG5150 - 2010
- Canon PIXMA MG5200 Série
- Canon PIXMA MG5250
- Canon PIXMA MG5350
- Canon PIXMA MG5450
- Canon PIXMA MG6150
- Canon PIXMA MG6250
- Canon PIXMA MG6350
- Canon PIXMA MG8150
- Canon PIXMA MG8250
- Canon MX300
- Canon MX310
- Canon MX320
- Canon MX330
- Canon MX340
- Canon MX350
- Canon MX360
- Canon MX375
- Canon MX395
- Canon MX410
- Canon MX411
- Canon MX420
- Canon MX435
- Canon MX515
- Canon MX525
- Canon MX700
- Canon MX715
- Canon MX850
- Canon MX860
- Canon MX870
- Canon MX885
- Canon MX895
- Canon MX925
- Canon MX7600

## Imprimantes à sublimation thermique
- Canon Selphy CP100
- Canon Selphy CP200
- Canon Selphy CP220
- Canon Selphy CP230
- Canon Selphy CP300
- Canon Selphy CP330
- Canon Selphy CP400
- Canon Selphy CP500
- Canon Selphy CP510
- Canon Selphy CP600
- Canon Selphy CP710
- Canon Selphy CP720
- Canon Selphy CP730
- Canon Selphy CP740
- Canon Selphy CP750
- Canon Selphy CP760
- Canon Selphy CP770
- Canon Selphy CP780
- Canon Selphy CP790
- Canon Selphy CP800
- Canon Selphy CP810
- Canon Selphy DS700
- Canon Selphy DS810
- Canon Selphy ES1
- Canon Selphy ES2
- Canon Selphy ES20